# Sima Vaisman
Sima Waserman-Vaisman (* 1903 in Orhei, Bessarabien, heutiges Moldawien; † 1997 in Paris) war Ärztin, Zahnärztin und Autorin.

## Leben
Vaisman gehörte zur jüdischen Bevölkerungsgruppe Bessarabiens. Nachdem sie ihr Medizinstudium und ihre Facharztausbildung als Frauenärztin in Bukarest absolviert hatte, wanderte sie in den dreißiger Jahren nach Paris aus, studierte dort weiter und wurde Zahnärztin. 1930 heiratete sie Pinkas Vaisman, der schon 1937 starb. Sie hatte keine Kinder. Zu Beginn des Zweiten Weltkrieges flüchtete Sima Vaisman nach Lyon. Im Dezember 1943 wurde sie in Mâcon verhaftet, kam in verschiedene Lager und wurde schließlich im Januar 1944 ins KZ Auschwitz deportiert. Als Ärztin im Lager versuchte sie, den anderen Inhaftierten zu helfen. Mit dem Vorrücken der Alliierten wurde sie nach Ravensbrück deportiert und erlebt die Befreiung durch die Russen schließlich im KZ Neustadt-Glewe, einem Außenlager des Frauen-KZ Ravensbrück. Nach der Befreiung durch die Rote Armee schrieb sie ihre Erlebnisse nieder. Zurück in Paris arbeitete sie wieder als Zahnärztin. 1997 starb Sima Vaisman und wurde auf ihren Wunsch hin eingeäschert und auf dem Friedhof Père-Lachaise in Paris beigesetzt.
Sie sprach nie über ihre Erlebnisse im Todeslager. Erst 1983 wurde das Manuskript mit ihren Erlebnissen und Erinnerungen an die Zeit in Auschwitz gefunden. Der Text (dt. In Auschwitz) erschien daraufhin in voller Länge in der Zeitschrift Le Monde juif.